# Troglodyte des volcans
Thryorchilus browni
Genre
Espèce
Statut de conservation UICN

 LC  : Préoccupation mineure
Le Troglodyte des volcans (Thryorchilus browni) est une espèce d'oiseaux de la famille des Troglodytidae.
Cet oiseau fréquente la cordillère de Talamanca.